# Tranque Barahona
Tranque Barahona är en reservoar i Chile.   Den ligger i regionen Región de O'Higgins, i den södra delen av landet, 70 km söder om huvudstaden Santiago de Chile. Tranque Barahona ligger 1 618 meter över havet.
Omgivningarna runt Tranque Barahona är i huvudsak ett öppet busklandskap. Runt Tranque Barahona är det glesbefolkat, med 11 invånare per kvadratkilometer.